# Øyer
Øyer è un comune norvegese della contea di Innlandet, distretto di Gudbrandsdalen.